# Siaka Touré
Pour les articles homonymes, voir Touré.
Siaka Touré né en 1935 à Kankan et mort en juillet 1985 à Kindia, est officier et homme politique guinéen.
Il était le commandant du camp Boiro à Conakry, en Guinée, sous le régime du président guinéen Ahmed Sékou Touré.

## Biographie
Siaka Touré est né en 1935 à Kankan, et a étudié à Paris et à Moscou. Il est le demi-frère d'Ahmed Sékou Touré ; de ce fait, il était également un descendant de Samory Touré. 

## Parcours politique

### Ministre
Siaka Touré, est dès 1956, conseiller municipal de Kankan, puis il est l'élu de Faranah à l'assemblée territoriale. Officier militaire et a exercé également les fonctions de ministre notamment ministre des travaux public du conseil de la transition vers l'indépendance du 9 mai 1957 en 1958 avant de devenir ministre des travaux public, transport et communication de 1958 en 1963.
En déplacement au Liberia du 17 au 20 novembre 1958, les deux présidents William Tubman et Sékou Touré concluent un accord pour exporter le minerai de fer du mont Nimba par le port de Buchanan, chose qui ne sera pas mise en œuvre en raison de l'évolution politique et le fait qu'Ismaël Touré préconise la construction du chemin de fer trans-guinéen.
Entre janvier 1963 et janvier 1964, il est nommé ministre de l'économie, des travaux publics, de l'industrie, de l'énergie et de l'urbanisme. En novembre 1964, il devient ministre du développement économique jusqu'en janvier 1968, ministre du développement économique, de l'agriculture, de l'industrie et des mines.
Après l'annonce du complot de Labé par le gouvernement en février 1969, le capitaine Siaka Touré est devenu membre du comité révolutionnaire de trois personnes aux côtés du président et du général Lansana Diané alors ministre de la défense.

## Opération Mer Verte
Lors de la tentative de coup d'État («opération Mer Verte») de novembre 1970, lorsque les troupes portugaises et les combattants guinéens envahissent Conakry et s'emparent du Camp Boiro entre autres, Siaka parvient à se cacher dans l'hôtel Camayenne et évite ainsi d'être capturé. Après l'échec de la tentative, de nombreux opposants au régime ont été rassemblés et emprisonnés au Camp Boiro[réf. nécessaire]. Siaka Touré a présenté une façade aux manières douces lors des interrogatoires, proposant souvent d'agir en tant qu'intermédiaire entre le prisonnier et sa famille. Il était en fait le seul maître du camp, ne permettant à personne d'entrer ou de sortir sans sa permission. Au cours de son long mandat, de nombreux prisonniers politiques sont morts, certains exécutés, d'autres à la suite de tortures, et d'autres de la « diète noire », ou « régime noir », signifiant qu'ils ne recevaient ni nourriture ni eau[réf. nécessaire].

## Révolte des femmes du marché guinéen
En 1977, eut lieu une manifestation à Conakry, appelée plus tard la « révolte des femmes du marché guinéen », organisée par des femmes se plaignant des réglementations appliquées aux commerçants privés. Siaka Touré a rencontré les manifestants avec un détachement de troupes et, lorsqu'ils n'ont pas réussi à s'arrêter, a ordonné aux troupes d'ouvrir le feu. Une femme a été tuée et de nombreuses autres ont été arrêtées[réf. nécessaire].

## Mort
Après la mort du président Ahmed Sékou Touré en mars 1984, Siaka Touré est emprisonné par le régime militaire de Lansana Conté qui a pris le pouvoir. À la suite d'une tentative de coup d'État de Diarra Traoré en juillet 1985, il est exécuté avec d'autres membres de l'ancien régime comme Ismaël Touré, Mamadi Keïta et Moussa Diakité[réf. nécessaire].